# Анисимова-Александрова, Вера Васильевна
Вера Васильевна Анисимова-Александрова (1906―1997) ― советский учёный-гистолог, доктор медицинских наук, профессор Смоленского государственного медицинского института.

## Биография
Вера Васильевна Анисимова-Александровна родилась 9 декабря 1906 года в городе Киеве. В раннем возрасте вместе с семьёй переехала в Брянск, окончила там среднюю школу, после чего работал в регистратуре амбулатории. В 1925 году по профсоюзной линии Анисимова-Александрова была направлена на учёбу на медицинский факультет Смоленского государственного университета (впоследствии выделенный в Смоленский государственный медицинский институт). После окончания его в 1930 году поступила в аспирантуру на кафедру гистологии. Окончив её, осталась работать в Смоленске ассистентом на этой же кафедре.
В годы Великой Отечественной войны Анисимова-Александрова находилась в эвакуации в Алма-Ате, работала ассистентом на кафедре гистологии Казахского государственного медицинского института. В июле 1944 года защитила диссертацию на соискание учёной степени кандидата медицинских наук. Материалы этой диссертации в дальнейшем вылились в разработку практических рекомендаций по срокам наложения кровоостанавливающих жгутов.
После освобождения Смоленщины вернулась к работе на кафедре гистологии Смоленского государственного медицинского института. В 1945 году Анисимова-Александрова стала доцентом, в 1953 году — заведующей кафедрой. В 1964 году защитила диссертацию на соискание степени доктора медицинских наук по теме: «Морфология и реактивные свойства чувствительных нервных элементов твердой оболочки головного мозга и ее циркулярных систем», в том же году была утверждена в должности профессора. Руководила кафедрой до 1975 года, затем ещё несколько лет была профессором-консультантом кафедры. В 1979 году вышла на пенсию.
Активно занималась научно-исследовательской работой в области нейроморфологии. Исследовала структурно-функциональные реакции организма на радиацию, гипертермию и прочие воздействия экстремального характера. Являлась автором 86 научных работ, была редактором ряда сборников статей. Одновременно с педагогической и научной работой Анисимова-Александрова около 20 лет руководила Смоленским отделением Всероссийского научного общества анатомов, гистологов и эмбриологов.
Последние годы жизни провела в Смоленском Доме-интернате ветеранов войны и труда. Умерла 17 февраля 1997 года, похоронена на Новом кладбище Смоленска.
Была награждена орденом Трудового Красного Знамени (27.10.1953), рядом медалей, знаком «Отличник здравоохранения».